# Braunschweig Lions
Braunschweig Lions – niemiecki klub futbolu amerykańskiego z Brunszwiku. Założony w 1987 roku, gra w German Football League pod nazwą sponsora New Yorker Lions.

## Historia
Lwy sześciokrotnie wygrały Eurobowl, 12 razy drużyna zdobyła mistrzostwo kraju. Lions są najbardziej utytułowanym klubem futbolu amerykańskiego w Niemczech.